# Sarah Major
Sarah Major (* 22. August 1988 in Auckland, Neuseeland) ist eine neuseeländische Schauspielerin und Synchronsprecherin.
Major wurde durch die Rolle der Patsy in der Jugendfernsehserie The Tribe bekannt, die sie von 1999 bis 2001 verkörperte. Zudem trat sie im Kurzfilm Flying und in je einer Folge der Fernsehserien Hercules und A Twist in the Tale auf.
Auch als Synchronsprecherin sammelte Major einige Erfahrung bei Radio- und Fernsehwerbespots sowie in einer Cartoonserie.

## Filmografie
- 1998: Flying (Kurzfilm)
- 1998: Hercules (Hercules: The Legendary Journeys, Fernsehserie, Folge 4x10)
- 1999: A Twist in the Tale (Fernsehserie, Folge 1x07)
- 1999–2001: The Tribe – Eine Welt ohne Erwachsene (The Tribe, Fernsehserie, 121 Folgen)